# Vittoria Braun
Vittoria Braun (* 16. Dezember 1948 in Meiningen) ist eine deutsche Allgemeinärztin und Medizinerin an der Berliner Charité. Sie ist seit 1998 Professorin und war bis 2012 Direktorin des dortigen Instituts für Allgemeinmedizin.
Sie wurde in die Familie des Chirurgen Fritz Höhn und der Allgemeinmedizinerin Sieglinde Höhn geboren. Vittoria Höhn absolvierte ihr Abitur an der Salzmann-Oberschule in Meiningen.
Daran anschließend studierte sie von 1967 bis 1973 Medizin in Leipzig, Jena und Berlin. 1971 heiratete sie den Geologen Peter Braun, mit dem sie einen Sohn und eine Tochter hatte. 1973 erlangte sie die Approbation, 1975 wurde sie promoviert.
1973 bis 1978 schloss sie eine Weiterbildung zur Fachärztin für Allgemeinmedizin ab und habilitierte sich 1990. Ab 1991 war sie Lehrbeauftragte der Charité und ließ sich 1992 als Fachärztin für Allgemeinmedizin nieder. Sie richtete ein Aus-, Weiter- und Fortbildungszentrum in Berlin-Köpenick ein und nutzte ihre während ihrer gesamten Berufstätigkeit fortgeführte Arztpraxis auch für die Ausbildung der Studierenden.
1998 wurde sie an die Charité berufen. Dort war sie eine der treibenden Kräfte bei der Etablierung des Instituts für Allgemeinmedizin, deren Direktorin sie von 2001 bis 2004 und von 2007 bis 2012 war. 2005 und 2006 war sie stellvertretende Direktorin. Den ebenfalls neu gegründeten Lehrstuhl, den ersten Lehrstuhl für Allgemeinmedizin an der Charité, besetzte sie hälftig mit Ulrich Schwantes. Sie saß ab 2007 im Vorstand der Berliner Ärztekammer, war Mitglied der European Academy of Teachers in General Practice, Mitglied der Deutschen Akademie für Allgemeinmedizin der Bundesärztekammer sowie der Ständigen Koordinierungsgruppe Versorgungsforschung der Bundesärztekammer. Braun ist Mitglied im Wissenschaftlichen Beirat des Archivs der deutschsprachigen Allgemeinmedizin in Lübeck.
Gemeinsam mit ihren Mitarbeitern gründete Braun große Hausärztenetze, in denen sich rund 200 Hausärzte zusammenfanden. Dort erfolgte u. a. die Evaluierung ihrer Diagnostik und Therapie mit Blick auf Patienten mit chronisch entzündlichen Darmerkrankungen und Schlaganfall.

## Ehrung
- 2015: Georg-Klemperer-Ehrenmedaille der Ärztekammer Berlin[6]

## Belege
1. ↑  Braun, Vittoria. In: Kürschners Deutscher Gelehrten-Kalender Online. degruyter.com, abgerufen am 21. Mai 2020 (Begründet von Joseph Kürschner, ständig aktualisierte zugangsbeschränkte Onlineausgabe).
2. ↑  Deutsche medizinische Wochenschrift 124, 14–26 (1999), S. 544.
3. ↑  Berliner Ärzteblatt 120 (2007), S. 8.
4. ↑  Susanne Dettmer, Gabriele Kaczmarczyk, Astrid Bühren: Karriereplanung für Ärztinnen, Springer Medizinverlag Heidelberg, 2006, S. VII.
5. ↑  Claudia Steinhäuser: Das Archiv der deutschsprachigen Allgemeinmedizin in Lübeck.
6. ↑  Ärztekammer Berlin ehrt Vittoria Braun, Volkmar Schneider und Helmut Hoffmann mit der Georg-Klemperer-Medaille. Pressemitteilung der Ärztekammer Berlin, 16. Oktober 2015, abgerufen am 30. November 2023.

| Personendaten    | Personendaten                              |
| ---------------- | ------------------------------------------ |
| NAME             | Braun, Vittoria                            |
| KURZBESCHREIBUNG | deutsche Medizinerin und Hochschullehrerin |
| GEBURTSDATUM     | 16. Dezember 1948                          |
| GEBURTSORT       | Meiningen                                  |